# José Estêvão de Morais Sarmento
José Estêvão de Morais Sarmento GCTE • GCC • GCSE (Lisboa, Santo André, 12 de Outubro de 1843 – Lisboa, 14 de Fevereiro de 1930), nascido Estevam de Moraes, foi um militar, Ministro da Guerra e escritor militar português.

## Biografia
Foi batizado na Paróquia de Santo André - igreja da Graça -, em Lisboa, sendo filho de Jerónimo de Morais Sarmento, capitão de caçadores 4, e de D. Maria Emília de Almeida Morais, ambos naturais de Aveiro. Teve por padrinho de batismo José Estêvão, de quem recebeu o nome.
Nasceu no seio duma família nobre de Portugal: os Morais Sarmento, embora não detivesse a titularidade de títulos nobiliárquicos. Frequentou o Colégio Militar entre 1854 e 1861.
Casou em Lisboa, na igreja de Santa Isabel, a 24 de maio de 1869, com D. Adelaide Elvira da Ponte Tavares, natural de Lisboa, filha de Cláudio da Ponte Tavares e de D. Vicência Maria da Ponte Tavares. Tiveram António Rodrigues Sampaio por padrinho de casamento.  Deste casamento nasceu Júlio Morais Sarmento.
Na carreira militar, seguiu a arma de Infantaria e, em 1901 é nomeado general de brigada, reformando-se em 1919 já como general de divisão. Foi comandante da Escola do Exército pelo Governo Provisório do regime republicano. Foi professor da Escola de Guerra e da Escola Militar.
Como político, fez parte do Partido Regenerador, chegando a Ministro da Guerra em Abril de 1896. Neste cargo, alterou diversos regulamentos e o Código de Justiça Militar.
Foi um dos fundadores do jornal "Diário Popular" e director da "Revista Militar".
Entre 1898 e 1904 foi Director do Colégio Militar e, posteriormente, o primeiro presidente da Associação dos Antigos Alunos do Colégio Militar.
Desempenhou as as funções de presidente da Comissão Central do 1º de Dezembro de 1640 entre 1 de Agosto de 1907 a 4 de Abril de 1911.
Morreu a 14 de fevereiro de 1930, em Lisboa.
A 17 de Maio de 1919 foi agraciado com a Grã-Cruz da Ordem Militar de Cristo e a 5 de Outubro de 1922 com a Grã-Cruz da Ordem Militar de Sant'Iago da Espada. A 28 de Fevereiro de 1930, foi agraciado a título póstumo, com a Grã-Cruz da Ordem Militar da Torre e Espada, do Valor, Lealdade e Mérito.
Tem uma avenida com o seu nome em Sintra.